# Persone di nome Claudio
| Questa pagina contiene informazioni ricavate automaticamente dalle voci biografiche con l'ausilio del template Bio e di un bot. L'aggiornamento è periodico e automatico e ricostruisce completamente la pagina. Se manca una persona in questa lista, sei pregato di non aggiungerla, ma accertati piuttosto che la sua voce biografica contenga il template Bio e che i dati anagrafici siano correttamente compilati. Se il template Bio manca, inseriscilo tu stesso o, in alternativa, metti l'avviso {{tmp\|Bio}} che ne segnala la mancanza. Se i dati riportati sono sbagliati, correggi direttamente la voce biografica; le modifiche saranno visibili in questa lista entro pochi giorni. Per chiarimenti vedi il progetto antroponimi. La lista contiene solo le 692 persone che sono citate nell'enciclopedia e per le quali è stato implementato correttamente il template Bio. Pagina aggiornata al 6 ago 2025. |

Questa è una lista di persone presenti nell'enciclopedia che hanno il nome Claudio, suddivise per attività principale.

## Abati(1)
- Claudio di Besançon, abate e vescovo franco

## Allenatori di atletica leggera(2)
- Claudio Licciardello, allenatore di atletica leggera e ex velocista italiano (Catania, n. 1986)
- Claudio Vantini, allenatore di atletica leggera italiano (Bolzano, n. 1953 - Bolzano, † 2010)

## Allenatori di calcio(32)
- Claudio Barragán, allenatore di calcio e ex calciatore spagnolo (Manises, n. 1964)
- Claudio Bellucci, allenatore di calcio e ex calciatore italiano (Roma, n. 1975)
- Claudio Bencina, allenatore di calcio e ex calciatore italiano (Trieste, n. 1956)
- Claudio Biaggio, allenatore di calcio e ex calciatore argentino (Santa Rosa, n. 1967)
- Claudio Bonomi, allenatore di calcio e ex calciatore italiano (Codogno, n. 1972)
- Claudio Borghi, allenatore di calcio e ex calciatore argentino (Castelar, n. 1964)
- Claudio Clementi, allenatore di calcio e ex calciatore italiano (San Vito di Leguzzano, n. 1968)
- Claudio Di Pucchio, allenatore di calcio e ex calciatore italiano (Sora, n. 1944)
- Claudio Fermanelli, allenatore di calcio e ex calciatore italiano (Roma, n. 1963)
- Claudio Foscarini, allenatore di calcio e ex calciatore italiano (Riese Pio X, n. 1958)
- Claudio Gabetta, allenatore di calcio e ex calciatore italiano (Tortona, n. 1964)
- Claudio García, allenatore di calcio e ex calciatore argentino (Buenos Aires, n. 1963)
- Claudio Giráldez, allenatore di calcio e ex calciatore spagnolo (O Porriño, n. 1988)
- Claudio Graf, allenatore di calcio e ex calciatore argentino (Bahía Blanca, n. 1976)
- Claudio Grauso, allenatore di calcio e ex calciatore italiano (Torino, n. 1979)
- Claudio Lunini, allenatore di calcio e ex calciatore italiano (Brescia, n. 1966)
- Claudio Luperto, allenatore di calcio e ex calciatore italiano (Lecce, n. 1961)
- Claudio Lustenberger, allenatore di calcio e ex calciatore svizzero (Lucerna, n. 1987)
- Claudio Maiani, allenatore di calcio e ex calciatore sammarinese (Fusignano, n. 1956)
- Claudio Maselli, allenatore di calcio e ex calciatore italiano (Roma, n. 1950)
- Claudio Morel Rodríguez, allenatore di calcio e ex calciatore paraguaiano (Asunción, n. 1978)
- Claudio Nitti, allenatore di calcio e ex calciatore italiano (Bari, n. 1968)
- Claudio Ottoni, allenatore di calcio e ex calciatore italiano (Albano Laziale, n. 1960)
- Claudio Pelosi, allenatore di calcio e ex calciatore italiano (Cantù, n. 1966)
- Cesare Prandelli, allenatore di calcio e ex calciatore italiano (Orzinuovi, n. 1957)
- Claudio Rivalta, allenatore di calcio e ex calciatore italiano (Ravenna, n. 1978)
- Claudio Sala, allenatore di calcio e ex calciatore italiano (Macherio, n. 1947)
- Claudio Terzi, allenatore di calcio e ex calciatore italiano (Milano, n. 1984)
- Claudio Tinaglia, allenatore di calcio e ex calciatore italiano (Bastia Umbra, n. 1949)
- Claudio Valigi, allenatore di calcio e ex calciatore italiano (Deruta, n. 1962)
- Claudio Vivas, allenatore di calcio e dirigente sportivo argentino (Rosario, n. 1968)
- Claudio Úbeda, allenatore di calcio e ex calciatore argentino (Rosario, n. 1969)

## Allenatori di pallacanestro(2)
- Claudio Bardini, allenatore di pallacanestro italiano (Udine, n. 1958)
- Claudio Vandoni, allenatore di pallacanestro italiano (Roma, n. 1948)

## Allenatori di pallanuoto(1)
- Claudio Mistrangelo, allenatore di pallanuoto e ex pallanuotista italiano (Savona, n. 1950)

## Allenatori di pallavolo(1)
- Claudio Piazza, allenatore di pallavolo e ex pallavolista italiano (Parma, n. 1946)

## Alpinisti(2)
- Claudio Cima, alpinista e scrittore italiano (Villa di Villa, n. 1949 - Villa di Villa, † 2005)
- Claudio Corti, alpinista italiano (Olginate, n. 1928 - Olginate, † 2010)

## Ambientalisti(1)
- Claudio Miccoli, ambientalista italiano (Napoli, n. 1958 - Napoli, † 1978)

## Anglisti(1)
- Claudio Gorlier, anglista, traduttore e scrittore italiano (Perosa Argentina, n. 1926 - Torino, † 2017)

## Arbitri di calcio(2)
- Claudio Gavillucci, arbitro di calcio italiano (Latina, n. 1979)
- Claudio Pieri, arbitro di calcio italiano (Pescia, n. 1940 - Sestri Levante, † 2018)

## Architetti(7)
- Claudio Andreani, architetto e urbanista italiano (Carrara, n. 1914 - Genova, † 2005)
- Claudio Caramel, architetto, designer e restauratore italiano (Padova, n. 1957)
- Claudio D'Amato Guerrieri, architetto e teorico dell'architettura italiano (Bari, n. 1944 - Roma, † 2019)
- Claudio Dini, architetto italiano (Milano, n. 1938)
- Claudio Lucchin, architetto italiano (Bolzano, n. 1959)
- Claudio Silvestrin, architetto e designer italiano (Zurigo, n. 1954)
- Claudio Vender, architetto italiano (Milano, n. 1904 - Saronno, † 1986)

## Arcivescovi cattolici(4)
- Claudio Maria Celli, arcivescovo cattolico italiano (Rimini, n. 1941)
- Claudio Dalla Zuanna, arcivescovo cattolico e missionario italiano (Buenos Aires, n. 1958)
- Claudio Maniago, arcivescovo cattolico italiano (Firenze, n. 1959)
- Claudio di Seyssel, arcivescovo cattolico, giurista e letterato italiano (Aix-les-Bains, n. 1458 - Torino, † 1520)

## Artisti(5)
- Claudio Centin, artista italiano (Carpi, n. 1960)
- Claudio Cintoli, artista, pittore e scenografo italiano (Imola, n. 1935 - Roma, † 1978)
- Claudio Costa, artista italiano (Tirana, n. 1942 - Genova, † 1995)
- Claudio Parmiggiani, artista italiano (Luzzara, n. 1943)
- Claudio Sinatti, artista, fotografo e regista italiano (Milano, n. 1972 - Milano, † 2014)

## Assiriologi(1)
- Claudio Saporetti, assiriologo e orientalista italiano (Fidenza, n. 1938)

## Astisti(1)
- Claudio Stecchi, astista italiano (Bagno a Ripoli, n. 1991)

## Astrologi(1)
- Claudio Tolomeo, astrologo, astronomo e geografo egizio (Pelusio - Alessandria d'Egitto)

## Astronomi(1)
- Claudio Casacci, astronomo italiano (Este, n. 1958)

## Atleti paralimpici(1)
- Claudio Costa, ex atleta paralimpico e paraciclista italiano (n. 1963)

## Attori(30)
- Claudio Amendola, attore, conduttore televisivo e regista italiano (Roma, n. 1963)
- Claudio Ammendola, attore italiano (Roma, n. 1986)
- Claudio Bigagli, attore, drammaturgo e regista italiano (Montale, n. 1955)
- Claudio Botosso, attore italiano (Biella, n. 1958)
- Claudio Caramaschi, attore, scrittore e regista italiano (Suzzara, n. 1940)
- Claudio Cassinelli, attore italiano (Bologna, n. 1938 - Page, † 1985)
- Claudio Castrogiovanni, attore italiano (Catania, n. 1969)
- Claudio De Davide, attore, doppiatore e direttore del doppiaggio italiano (Torino, n. 1942)
- Claudio Ermelli, attore italiano (Torino, n. 1892 - Roma, † 1964)
- Claudio Giorgi, attore e regista italiano (Tarcento, n. 1944)
- Claudio Gioè, attore italiano (Palermo, n. 1975)
- Claudio Gora, attore e regista italiano (Genova, n. 1913 - Rocca Priora, † 1998)
- Greg, attore, comico e cantante italiano (Roma, n. 1963)
- Claudio Insegno, attore, regista e doppiatore italiano (Roma, n. 1965)
- Claudio Lauretta, attore, imitatore e comico italiano (Novi Ligure, n. 1970)
- Claudio Masin, attore e regista cinematografico argentino (Buenos Aires, n. 1958)
- Claudio Misculin, attore e regista teatrale italiano (Trieste, n. 1954 - Trieste, † 2019)
- Claudio Moneta, attore, doppiatore e direttore del doppiaggio italiano (Milano, n. 1967)
- Claudio Morganti, attore, drammaturgo e regista teatrale italiano (Chiavari, n. 1957)
- Claudio Musumeci, attore italiano (Catania, n. 1981)
- Claudio Nicastro, attore italiano (Siracusa, n. 1913 - Roma, † 1977)
- Claudio Nocera, attore e comico italiano (Genova, n. 1957 - Milano, † 2004)
- Claudio Pacifico, attore e stuntman italiano (Roma, n. 1963)
- Claudio Ruffini, attore e stuntman italiano (Santa Margherita d'Adige, n. 1922 - Roma, † 1981)
- Claudio Santamaria, attore italiano (Roma, n. 1974)
- Claudio Spadaro, attore italiano (Taranto, n. 1953)
- Claudio Trionfi, attore, doppiatore e dialoghista italiano (Roma, n. 1942)
- Claudio Undari, attore italiano (Castelvetrano, n. 1935 - Roma, † 2008)
- Claudio Volonté, attore italiano (Torino, n. 1939 - Roma, † 1977)
- Claudio de Maglio, attore, regista teatrale e drammaturgo italiano

## Attori teatrali(5)
- Claudio Carafoli, attore teatrale e regista teatrale italiano (Serravalle a Po, n. 1941 - Roma, † 2022)
- Claudio Carini, attore teatrale, regista e editore italiano (Macerata, n. 1954)
- Claudio Casadio, attore teatrale e attore cinematografico italiano (Ravenna, n. 1958)
- Claudio Leigheb, attore teatrale italiano (Fano, n. 1846 - Quarto dei Mille, † 1903)
- Claudio Madia, attore teatrale, circense e personaggio televisivo italiano (Milano, n. 1959)

## Autori televisivi(2)
- Claudio Fasulo, autore televisivo, conduttore televisivo e dirigente d'azienda italiano (Bologna, n. 1961)
- Claudio Rossi Massimi, autore televisivo, sceneggiatore e regista italiano (Roma, n. 1950)

## Avvocati(3)
- Claudio di Bullion, avvocato, politico e diplomatico francese (Parigi, n. 1569 - Parigi, † 1640)
- Claudio Jannet, avvocato, scrittore e saggista francese (n. 1844 - † 1894)
- Claudio Williman, avvocato e politico uruguaiano (Montevideo, n. 1861 - Montevideo, † 1934)

## Banchieri(1)
- Claudio Costamagna, banchiere e dirigente d'azienda italiano (Milano, n. 1956)

## Baritoni(2)
- Claudio Desderi, baritono, direttore d'orchestra e direttore artistico italiano (Alessandria, n. 1943 - Firenze, † 2018)
- Claudio Sgura, baritono italiano (Ostuni, n. 1974)

## Beatmaker(1)
- DJ S.I.D., beatmaker svizzero (Massagno, n. 1986)

## Biblisti(1)
- Claudio Balzaretti, biblista italiano (Novara, n. 1956)

## Biochimici(1)
- Claudio Fermi, biochimico e microbiologo italiano (Monticelli d'Ongina, n. 1862 - Roma, † 1952)

## Biologi(1)
- Claudio Barigozzi, biologo e genetista italiano (Milano, n. 1909 - Lecco, † 1996)

## Bobbisti(1)
- Claudio Bernardi, ex bobbista italiano (Cortina d'Ampezzo, n. 1958)

## Cabarettisti(1)
- Claudio Casisa, cabarettista, attore e youtuber italiano (Palermo, n. 1991)

## Canoisti(1)
- Claudio Agnisetta, ex canoista italiano (Roma, n. 1943)

## Cantanti(6)
- Claudio Celli, cantante, paroliere e attore italiano (Firenze, n. 1929 - Grosseto, † 2012)
- Claudio Lippi, cantante, produttore discografico e conduttore televisivo italiano (Milano, n. 1945)
- Claudio Capéo, cantante e fisarmonicista francese (Cernay, n. 1985)
- Claudio Terni, cantante italiano (Terni, n. 1927 - Terni, † 2011)
- Claudio Villa, cantante e attore italiano (Roma, n. 1926 - Padova, † 1987)
- Claudio Zoli, cantante, compositore e chitarrista brasiliano (São Gonçalo, n. 1964)

## Cantautori(9)
- Claudio Baglioni, cantautore, musicista e compositore italiano (Roma, n. 1951)
- Claudio Chieffo, cantautore e docente italiano (Forlì, n. 1945 - Forlimpopoli, † 2007)
- Gnut, cantautore, chitarrista e produttore discografico italiano (Napoli, n. 1981)
- Claudio Fucci, cantautore e editore italiano (Carosino, n. 1951)
- Claudio Lolli, cantautore e scrittore italiano (Bologna, n. 1950 - Bologna, † 2018)
- Claudio Rocchi, cantautore, bassista e conduttore radiofonico italiano (Milano, n. 1951 - Roma, † 2013)
- Claudio Sanchez, cantautore, musicista e compositore statunitense (Suffern, n. 1978)
- Claudio Sanfilippo, cantautore e scrittore italiano (Milano, n. 1960)
- Claudio Scott, cantautore belga (Charleroi, n. 1948)

## Cardinali(1)
- Claudio Gugerotti, cardinale e arcivescovo cattolico italiano (Verona, n. 1955)

## Cardiologi(1)
- Claudio Rapezzi, cardiologo italiano (n. 1951 - Bologna, † 2022)

## Cavalieri(1)
- Claudio Corte, cavaliere italiano (Pavia, n. 1525)

## Cestisti(14)
- Claudio Acunzo, ex cestista italiano (Boscotrecase, n. 1973)
- Claudio Antonucci, ex cestista italiano (Roma, n. 1958)
- Claudio Bonaccorsi, ex cestista e allenatore di pallacanestro italiano (Livorno, n. 1966)
- Claudio Capone, ex cestista e allenatore di pallacanestro italiano (Chieti, n. 1965)
- Claudio Castellazzi, ex cestista italiano (Vimercate, n. 1964)
- Claudio Charquero, ex cestista uruguaiano (Montevideo, n. 1977)
- Claudio Crippa, ex cestista e dirigente sportivo italiano (Desio, n. 1961)
- Claudio Malagoli, cestista italiano (Novellara, n. 1951 - Nervesa della Battaglia, † 1988)
- Claudio Negri, cestista e allenatore di pallacanestro italiano (Salvador de Bahia, n. 1985)
- Claudio Pilutti, ex cestista italiano (Castellamonte, n. 1968)
- Claudio Pol Bodetto, ex cestista italiano (Portogruaro, n. 1968)
- Claudio Soro, cestista italiano (Gorizia, n. 1955 - Gorizia, † 2023)
- Claudio Tommasini, cestista italiano (Bologna, n. 1991)
- Claudio Velluti, cestista e altista italiano (Cagliari, n. 1939 - Cagliari, † 2024)

## Chimici(1)
- Claudio Luchinat, chimico italiano (Firenze, n. 1952)

## Chitarristi(2)
- Claudio Dentes, chitarrista, arrangiatore e produttore discografico italiano (Londra, n. 1955)
- Claudio Lodati, chitarrista italiano (Torino, n. 1954)

## Ciclisti su strada(8)
- Claudio Bortolotto, ex ciclista su strada italiano (Orsago, n. 1952)
- Claudio Chiappucci, ex ciclista su strada e ciclocrossista italiano (Uboldo, n. 1963)
- Claudio Corioni, ex ciclista su strada italiano (Chiari, n. 1982)
- Claudio Corti, ex ciclista su strada e dirigente sportivo italiano (Bergamo, n. 1955)
- Claudio Michelotto, ciclista su strada italiano (Trento, n. 1942 - † 2025)
- Claudio Savini, ex ciclista su strada italiano (Villalta, n. 1956)
- Claudio Torelli, ex ciclista su strada italiano (Parma, n. 1954)
- Claudio Vandelli, ex ciclista su strada, ciclocrossista e mountain biker italiano (Modena, n. 1961)

## Comici(2)
- Claudio Batta, comico italiano (Milano, n. 1968)
- Claudio Bisio, comico e conduttore televisivo italiano (Novi Ligure, n. 1957)

## Compositori(12)
- Claudio Ambrosini, compositore italiano (Venezia, n. 1948)
- Claudio Cavallaro, compositore e cantante italiano (Verona, n. 1934 - Milano, † 2003)
- Claudio Cimpanelli, compositore italiano (Roma, n. 1956)
- Claudio Deoricibus, compositore e chitarrista italiano (Cagliari, n. 1973)
- Claudio Fossati, compositore, batterista e percussionista italiano (Genova, n. 1973)
- Claudio Maioli, compositore e arrangiatore italiano (Cremona, n. 1947)
- Claudio Mattone, compositore, paroliere e editore italiano (Santa Maria a Vico, n. 1943)
- Claudio Monteverdi, compositore italiano (Cremona, n. 1567 - Venezia, † 1643)
- Claudio Saracini, compositore e liutista italiano (Siena, n. 1586 - † 1630)
- Claudio Scannavini, compositore italiano (Bologna, n. 1959)
- Claudio Simonetti, compositore e musicista italiano (San Paolo, n. 1952)
- Claudio Tallino, compositore italiano

## Condottieri(2)
- Claudio I di Guisa, condottiero francese (Custines, n. 1496 - Castello di Joinville, † 1550)
- Claudio Rangoni, condottiero italiano (n. 1507 - Modena, † 1537)

## Conduttori radiofonici(1)
- Claudio Guerrini, conduttore radiofonico e conduttore televisivo italiano (Roma, n. 1972)

## Controtenori(1)
- Claudio Cavina, controtenore, direttore di coro e direttore d'orchestra italiano (Castrocaro Terme e Terra del Sole, n. 1961 - Forlì, † 2020)

## Critici cinematografici(2)
- Claudio Bertieri, critico cinematografico e pubblicitario italiano (Genova, n. 1925 - Genova, † 2021)
- Claudio G. Fava, critico cinematografico, critico televisivo e giornalista italiano (Genova, n. 1929 - Genova, † 2014)

## Critici letterari(2)
- Claudio Cesare Secchi, critico letterario, scrittore e latinista italiano (Milano, n. 1897 - Milano, † 1981)
- Claudio Varese, critico letterario e filologo italiano (Sassari, n. 1909 - Viareggio, † 2002)

## Critici musicali(1)
- Claudio Casini, critico musicale italiano (Roma, n. 1937 - Roma, † 1994)

## Cuochi(1)
- Claudio Sadler, cuoco e imprenditore italiano (Sesto San Giovanni, n. 1956)

## Danzatori(1)
- Claudio Coviello, danzatore italiano (Potenza, n. 1991)

## Designer(1)
- Claudio Salocchi, designer e architetto italiano (Milano, n. 1934 - † 2012)

## Diplomatici(2)
- Claudio Bisogniero, diplomatico e funzionario italiano (Roma, n. 1954)
- Claudio Pacifico, diplomatico e scrittore italiano (Roma, n. 1947)

## Direttori artistici(1)
- Claudio Longhi, direttore artistico e regista teatrale italiano (Bologna, n. 1966)

## Direttori d'orchestra(3)
- Claudio Abbado, direttore d'orchestra italiano (Milano, n. 1933 - Bologna, † 2014)
- Claudio Gallico, direttore d'orchestra, clavicembalista e musicologo italiano (Mantova, n. 1929 - Mantova, † 2006)
- Claudio Scimone, direttore d'orchestra italiano (Padova, n. 1934 - Padova, † 2018)

## Direttori della fotografia(2)
- Claudio Miranda, direttore della fotografia cileno (Valparaíso, n. 1964)
- Claudio Zamarion, direttore della fotografia e produttore cinematografico italiano (Roma, n. 1972)

## Direttori di banda(1)
- Claudio Grafulla, direttore di banda e compositore spagnolo (Minorca, n. 1812 - New York, † 1880)

## Dirigenti d'azienda(3)
- Claudio Cappon, dirigente d'azienda e dirigente pubblico italiano (Roma, n. 1952)
- Claudio Descalzi, dirigente d'azienda italiano (Milano, n. 1955)
- Claudio Ferrante, dirigente d'azienda e produttore discografico italiano (Napoli, n. 1972)

## Dirigenti sportivi(18)
- Claudio Coccia, dirigente sportivo italiano (n. 1931 - Roma, † 2011)
- Claudio Coldebella, dirigente sportivo, allenatore di pallacanestro e ex cestista italiano (Castelfranco Veneto, n. 1968)
- Claudio Correnti, dirigente sportivo e ex calciatore italiano (Orzinuovi, n. 1941)
- Claudio Cucinotta, dirigente sportivo, ex ciclista su strada e pistard italiano (Latisana, n. 1982)
- Claudio Ferrarese, dirigente sportivo e ex calciatore italiano (Verona, n. 1978)
- Claudio Garzelli, dirigente sportivo e ex calciatore italiano (Livorno, n. 1949)
- Claudio López, dirigente sportivo e ex calciatore argentino (Río Tercero, n. 1974)
- Claudio Mascheretti, dirigente sportivo e ex calciatore italiano (Ciserano, n. 1970)
- Claudio Nassi, dirigente sportivo e ex calciatore italiano (Piombino, n. 1939)
- Claudio Pani, dirigente sportivo e ex calciatore italiano (Cagliari, n. 1986)
- Claudio Peverani, dirigente sportivo e ex calciatore sammarinese (San Marino, n. 1964)
- Claudio Ranieri, dirigente sportivo, allenatore di calcio e ex calciatore italiano (Roma, n. 1951)
- Claudio Reyna, dirigente sportivo e ex calciatore statunitense (Livingston, n. 1973)
- Claudio Schina, dirigente sportivo, allenatore di pallamano e ex pallamanista italiano (Roma, n. 1961)
- Claudio Sclosa, dirigente sportivo, procuratore sportivo e ex calciatore italiano (Latisana, n. 1961)
- Claudio Tapia, dirigente sportivo argentino (San Juan, n. 1967)
- Claudio Testoni, dirigente sportivo, allenatore di calcio e ex calciatore italiano (Marano sul Panaro, n. 1957)
- Claudio Toti, dirigente sportivo e imprenditore italiano (Montevideo, n. 1954)

## Disc jockey(3)
- Claudio Coccoluto, disc jockey italiano (Gaeta, n. 1962 - Cassino, † 2021)
- Claudio De Tommasi, disc jockey, conduttore televisivo e conduttore radiofonico italiano (Roma, n. 1960)
- Claudio Lancinhouse, disc jockey italiano (Adro, n. 1963)

## Discoboli(1)
- Claudio Romero, discobolo cileno (Santiago del Cile, n. 2000)

## Disegnatori(2)
- Claudio Castellini, disegnatore italiano (Roma, n. 1966)
- Claudio Medaglia, disegnatore italiano (Roma, n. 1919 - Roma, † 1997)

## Doppiatori(6)
- Claudio Beccari, doppiatore, direttore del doppiaggio e regista italiano (Milano, n. 1954)
- Claudio Capone, doppiatore, annunciatore televisivo e direttore del doppiaggio italiano (Roma, n. 1952 - Perth, † 2008)
- Claudio De Angelis, doppiatore e direttore del doppiaggio italiano (Asmara, n. 1945)
- Claudio Fattoretto, doppiatore italiano (Roma, n. 1956 - Roma, † 2013)
- Claudio Ridolfo, doppiatore italiano (Milano, n. 1957)
- Claudio Sorrentino, doppiatore, direttore del doppiaggio e attore italiano (Roma, n. 1945 - Roma, † 2021)

## Drammaturghi(1)
- Claudio Meldolesi, drammaturgo e critico teatrale italiano (Roma, n. 1942 - Bologna, † 2009)

## Economisti(3)
- Claudio Dematté, economista e dirigente d'azienda italiano (Trento, n. 1942 - Milano, † 2004)
- Claudio Gnesutta, economista italiano (Gorizia, n. 1941)
- Claudio Napoleoni, economista e politico italiano (L'Aquila, n. 1924 - Andorno Micca, † 1988)

## Editori(1)
- Claudio Argentieri, editore italiano (Cerreto di Spoleto, n. 1891 - Roma, † 1956)

## Fantini(1)
- Claudio Bandini, fantino italiano (Faenza, n. 1969)

## Filologi(3)
- Claudio Ciociola, filologo italiano (Varese, n. 1955)
- Claudio Galderisi, filologo italiano (Velletri, n. 1957)
- Claudio Lagomarsini, filologo e saggista italiano (Carrara, n. 1984)

## Filosofi(4)
- Claudio Baglietto, filosofo italiano (Varazze, n. 1908 - Basilea, † 1940)
- Claudio Bonvecchio, filosofo italiano (Pavia, n. 1947)
- Claudio Cesa, filosofo italiano (Novara, n. 1928 - Siena, † 2014)
- Claudio Eliano, filosofo e scrittore romano (Preneste - † 235)

## Fisici(2)
- Claudio Allocchio, fisico e informatico italiano (Crema, n. 1959)
- Claudio Pellegrini, fisico italiano (Roma, n. 1935)

## Flautisti(2)
- Claudio Ferrarini, flautista italiano (Zurigo, n. 1954)
- Claudio Paradiso, flautista e musicista italiano (Roma, n. 1960)

## Fondisti di corsa in montagna‎(2)
- Claudio Amati, fondista di corsa in montagna italiano (n. 1960)
- Claudio Bonzi, ex fondista di corsa in montagna italiano (San Giovanni Bianco, n. 1962)

## Francescani(1)
- Claudio Granzotto, francescano e scultore italiano (Santa Lucia di Piave, n. 1900 - Chiampo, † 1947)

## Fumettisti(9)
- Claudio Acciari, fumettista e animatore italiano (Milano, n. 1971)
- Claudio Calia, fumettista italiano (Treviso, n. 1976)
- Claudio Chiaverotti, fumettista italiano (Torino, n. 1965)
- Claudio Marinaccio, fumettista e illustratore italiano (Torino, n. 1982)
- Claudio Nizzi, fumettista e scrittore italiano (Sétif, n. 1938)
- Clod, fumettista italiano (Modena, n. 1949)
- Claudio Piccoli, fumettista italiano (Montagnana, n. 1958)
- Claudio Sciarrone, fumettista italiano (Milano, n. 1972)
- Claudio Villa, fumettista e illustratore italiano (Lomazzo, n. 1959)

## Generali(9)
- Claudio Debertolis, generale e aviatore italiano (Trieste, n. 1950)
- Claudio Florimondo di Mercy, generale francese (Longwy, n. 1666 - Parma, † 1734)
- Claudio Graziano, generale italiano (Torino, n. 1953 - Roma, † 2024)
- Claudio Ieronimiano, generale romano
- Claudio Rivera Macías, generale spagnolo (Alguaire, n. 1893 - Madrid, † 1971)
- Claudio Seyssel d'Aix e Sommariva, generale italiano (Torino, n. 1799 - Torino, † 1862)
- Claudio Silvano, generale e politico romano (Gallia - Colonia Agrippina, † 355)
- Claudio Solaro, generale e aviatore italiano (Crusinallo d'Omegna, n. 1914)
- Claudio Trezzani, generale italiano (Savigliano, n. 1881 - Roma, † 1955)

## Gesuiti(2)
- Claudio Acquaviva, gesuita italiano (Atri, n. 1543 - Roma, † 1615)
- Claudio Mangerio, gesuita italiano (Sant'Arsenio, n. 1590 - † 1622)

## Giocatori di baseball(1)
- Claudio Liverziani, ex giocatore di baseball italiano (Novara, n. 1975)

## Giocatori di bridge(1)
- Claudio Nunes, giocatore di bridge italiano (Roma, n. 1968)

## Giocatori di curling(1)
- Claudio Pätz, giocatore di curling svizzero (Zurigo, n. 1987)

## Giocatori di football americano(2)
- Claudio Ferrari, ex giocatore di football americano svizzero
- Claudio Jacquin, giocatore di football americano francese (Le Mans, n. 1991)

## Giornalisti(25)
- Claudio Angelini, giornalista e scrittore italiano (Roma, n. 1943 - New York, † 2015)
- Claudio Brachino, giornalista, saggista e conduttore televisivo italiano (Viterbo, n. 1959)
- Claudio Castellacci, giornalista e scrittore italiano (Arezzo, n. 1949)
- Claudio Cerasa, giornalista e blogger italiano (Palermo, n. 1982)
- Claudio Fabretti, giornalista e critico musicale italiano (Roma, n. 1967)
- Claudio Ferretti, giornalista, scrittore e conduttore radiofonico italiano (Roma, n. 1943 - Roma, † 2020)
- Claudio Fracassi, giornalista e scrittore italiano (Milano, n. 1940)
- Claudio Gatti, giornalista italiano (Roma, n. 1955)
- Claudio Gregori, giornalista italiano (Trento, n. 1945)
- Claudio Lazzaro, giornalista e regista italiano (Camogli, n. 1944 - Cagliari, † 2025)
- Claudio Mésoniat, giornalista svizzero (n. 1949)
- Claudio Pagliara, giornalista e saggista italiano (Frosinone, n. 1958)
- Claudio Pea, giornalista italiano (Venezia, n. 1949)
- Claudio Quarantotto, giornalista e critico cinematografico italiano (Rovigno, n. 1936 - Roma, † 2014)
- Claudio Rinaldi, giornalista italiano (Roma, n. 1946 - Roma, † 2007)
- Claudio Rinaldi, giornalista italiano (Firenze, n. 1968)
- Claudio Sabelli Fioretti, giornalista, scrittore e conduttore radiofonico italiano (Vetralla, n. 1944)
- Claudio Sardo, giornalista e scrittore italiano (Faenza, n. 1958)
- Claudio Savonuzzi, giornalista, scrittore e critico d'arte italiano (Venezia, n. 1926 - Bologna, † 1990)
- Claudio Sorge, giornalista, critico musicale e produttore discografico italiano (n. 1953)
- Claudio Todesco, giornalista italiano (Milano, n. 1969)
- Claudio Velardi, giornalista, saggista e blogger italiano (Napoli, n. 1954)
- Claudio Visani, giornalista e scrittore italiano (Brisighella, n. 1957)
- Claudio Zin, giornalista e politico italiano (Bolzano, n. 1945)
- Claudio Zuliani, giornalista e telecronista sportivo italiano (Milano, n. 1966)

## Giuristi(2)
- Claudio Achillini, giurista e scrittore italiano (Bologna, n. 1574 - Bologna, † 1640)
- Claudio Trifonino, giurista romano

## Hockeisti su ghiaccio(4)
- Claudio Apollonio, hockeista su ghiaccio e alpinista italiano (Cortina d'Ampezzo, n. 1921 - Cortina d'Ampezzo, † 2008)
- Claudio Isabella, hockeista su ghiaccio, allenatore di hockey su ghiaccio e politico svizzero (Faido, n. 1989)
- Claudio Micheli, ex hockeista su ghiaccio svizzero (Samedan, n. 1970)
- Claudio Scremin, ex hockeista su ghiaccio canadese (Burnaby, n. 1968)

## Hockeisti su pista(3)
- Claudio Anedda, hockeista su pista italiano (Grosseto, n. 1952)
- Claudio Brezigar, hockeista su pista e allenatore di hockey su pista italiano (Trieste, n. 1930 - Modena, † 2012)
- Claudio Ghione, hockeista su pista e allenatore di hockey su pista italiano (Acqui Terme, † 1999)

## Illustratori(1)
- Claudio Romo, illustratore cileno (Talcahuano, n. 1968)

## Imperatori(1)
- Claudio il Gotico, imperatore romano (Sirmia - Sirmium, † 270)

## Imprenditori(12)
- Claudio Buziol, imprenditore italiano (Crocetta del Montello, n. 1957 - Asolo, † 2005)
- Claudio Maria Castiglioni, imprenditore e dirigente sportivo italiano (Varese, n. 1975)
- Claudio Castiglioni, imprenditore italiano (Varese, n. 1947 - Varese, † 2011)
- Claudio Cavazza, imprenditore italiano (Bologna, n. 1934 - Roma, † 2011)
- Claudio Faina, imprenditore e politico italiano (Orvieto, n. 1875 - Roma, † 1954)
- Claudio Fogolin, imprenditore, ciclista e pilota automobilistico italiano (San Vito al Tagliamento, n. 1872 - San Vito al Tagliamento, † 1945)
- Claudio Generali, imprenditore svizzero (Lugano, n. 1943 - Lugano, † 2017)
- Claudio Grotto, imprenditore italiano (Piovene Rocchette, n. 1948)
- Claudio Lotito, imprenditore, dirigente sportivo e politico italiano (Roma, n. 1957)
- Antonio Manno, imprenditore, politico e storico italiano (Torino, n. 1834 - Torino, † 1918)
- Claudio Marenzi, imprenditore italiano (Arona, n. 1962)
- Claudio Sabatini, imprenditore e dirigente sportivo italiano (Bologna, n. 1958)

## Ingegneri(3)
- Claudio Datei, ingegnere italiano (Modena, n. 1922 - Padova, † 2012)
- Claudio Lombardi, ingegnere italiano (Alessandria, n. 1942)
- Claudio Salmoni, ingegnere e politico italiano (Ravenna, n. 1919 - Ancona, † 1970)

## Karateka(1)
- Claudio Culasso, karateka e militare italiano (Roma, n. 1956)

## Latinisti(1)
- Claudio Moreschini, latinista e filologo classico italiano (Cesena, n. 1938)

## Lessicografi(1)
- Claudio Ermanno Ferrari, lessicografo italiano (Napoli, n. 1767 - Bologna, † 1842)

## Librettisti(1)
- Claudio Guastalla, librettista italiano (Roma, n. 1880 - Roma, † 1948)

## Linguisti(2)
- Claudio Giovanardi, linguista, scrittore e docente italiano (Roma, n. 1954)
- Claudio Marazzini, linguista italiano (Torino, n. 1949)

## Liutai(1)
- Claudio Rampini, liutaio italiano (Santi Cosma e Damiano, n. 1960)

## Logici(1)
- Claudio E. A. Pizzi, logico e filosofo italiano (Milano, n. 1944)

## Lottatori(1)
- Claudio Pollio, lottatore italiano (Napoli, n. 1958)

## Mafiosi(2)
- Claudio Sicilia, mafioso e collaboratore di giustizia italiano (Giugliano in Campania, n. 1948 - Roma, † 1991)
- Claudio Vannicola, mafioso italiano (Roma, n. 1947 - Roma, † 1982)

## Matematici(2)
- Claudio Baiocchi, matematico italiano (Gavignano, n. 1940 - Imperia, † 2020)
- Claudio Procesi, matematico italiano (Roma, n. 1941)

## Medici(6)
- Claudio Bordignon, medico e genetista italiano (Fiorano al Serio, n. 1950)
- Agatino, medico greco antico (Sparta)
- Claudio Agatemero, medico greco antico (Sparta)
- Claudio Coletta, medico e scrittore italiano (Roma, n. 1952)
- Claudio Costa, medico italiano (Imola, n. 1941)
- Claudio Ronco, medico italiano (Noventa Vicentina, n. 1951)

## Mercenari(1)
- Claudio Labeone, mercenario germanico

## Mezzofondisti(1)
- Claudio Patrignani, ex mezzofondista italiano (Fano, n. 1959)

## Militari(1)
- Claudio Bressanin, militare italiano (Campagna Lupia, n. 1914 - Takrouna, † 1943)

## Montatori(2)
- Claudio Cormio, montatore italiano
- Claudio Di Mauro, montatore italiano (Pavia, n. 1953)

## Musicisti(6)
- Claudio Cusmano, musicista italiano (Catania, n. 1962)
- Claudio Gizzi, musicista italiano (n. 1946)
- Claudio Golinelli, musicista italiano (Imola, n. 1950)
- Claudio Guidetti, musicista, compositore e produttore discografico italiano (Genova, n. 1964)
- Ethan Kath, musicista, produttore discografico e compositore canadese (n. 1977)
- Claudio Ronco, musicista e violoncellista italiano (Torino, n. 1955)

## Musicologi(1)
- Claudio Sartori, musicologo e bibliografo italiano (Brescia, n. 1913 - Milano, † 1994)

## Nobili(10)
- Claudio Augusto Cavalcabò Fratta, nobile, giornalista e dirigente d'azienda italiano (Montechiarugolo, n. 1882 - Roma, † 1971)
- Claudio di Guisa-Aumale, nobile francese (Joinville, n. 1526 - La Rochelle, † 1573)
- Claudio Crispomonti, nobile, scrittore e storico italiano (L'Aquila - L'Aquila, † 1644)
- Claudio I Gonzaga, nobile italiano (n. 1578 - † 1621)
- Claudio Gonzaga, nobile italiano (n. 1548 - Mantova, † 1588)
- Claudio II Gonzaga, nobile italiano (n. 1644 - Venezia, † 1708)
- Claudio de La Trémoille, nobiluomo francese (n. 1566 - † 1604)
- Claudio Gabriele de Launay, nobile, politico e patriota italiano (Duingt, n. 1786 - Torino, † 1850)
- Claudio I di Borbone-Busset, nobile francese (Busset, n. 1531 - † 1588)
- Claudio di Guisa, nobile (n. 1578 - Parigi, † 1657)

## Nuotatori(4)
- Claudio Faraci, nuotatore italiano (Siracusa, n. 2001)
- Claudio Gargaro, ex nuotatore italiano (Roma, n. 1972)
- Claudio Plit, ex nuotatore argentino (Rosario, n. 1954)
- Claudio Zei, ex nuotatore italiano (n. 1954)

## Oncologi(1)
- Claudio Valdagni, oncologo e radiologo italiano (Pergine Valsugana, n. 1919 - † 2016)

## Organisti(1)
- Claudio Merulo, organista e compositore italiano (Correggio, n. 1533 - Parma, † 1604)

## Pallanuotisti(3)
- Claudio Caorsi, ex pallanuotista italiano (Genova, n. 1970)
- Claudio Innocenzi, ex pallanuotista italiano (Roma, n. 1989)
- Claudio Sebastianutti, ex pallanuotista italiano (Roma, n. 1981)

## Pallavolisti(4)
- Claudio Bonati, ex pallavolista italiano (Peschiera del Garda, n. 1971)
- Claudio Di Coste, ex pallavolista italiano (Roma, n. 1954)
- Claudio Galli, ex pallavolista italiano (Milano, n. 1965)
- Claudio Nardi, pallavolista italiano (Città di Castello, n. 1965)

## Parolieri(1)
- Claudio Daiano, paroliere, compositore e cantautore italiano (Cervia, n. 1945)

## Partigiani(2)
- Claudio Cianca, partigiano e politico italiano (Roma, n. 1913 - Roma, † 2015)
- Claudio Pavone, partigiano, storico e archivista italiano (Roma, n. 1920 - Roma, † 2016)

## Patrioti(2)
- Claudio Casella, patriota italiano (Castel Goffredo - Castel Goffredo)
- Claudio Toscanini, patriota italiano (Cortemaggiore, n. 1833 - Milano, † 1906)

## Pattinatori di short track(1)
- Claudio Rinaldi, ex pattinatore di short track italiano (Bormio, n. 1987)

## Pianisti(2)
- Claudio Angeleri, pianista e compositore italiano (Bergamo, n. 1956)
- Claudio Arrau, pianista cileno (Chillán, n. 1903 - Mürzzuschlag, † 1991)

## Piloti automobilistici(1)
- Claudio Langes, ex pilota automobilistico italiano (Brescia, n. 1961)

## Piloti di rally(1)
- Claudio De Cecco, pilota di rally italiano (Houilles, n. 1963)

## Piloti motociclistici(5)
- Claudio Cipriani, pilota motociclistico italiano (Genova, n. 1980)
- Claudio Corti, pilota motociclistico italiano (Como, n. 1987)
- Claudio Federici, pilota motociclistico italiano (Roma, n. 1975)
- Claudio Lusuardi, pilota motociclistico italiano (Modena, n. 1949)
- Claudio Mastellari, pilota motociclistico italiano (Roma, n. 1915 - Schotten, † 1951)

## Pistard(2)
- Claudio Golinelli, ex pistard e ciclista su strada italiano (Piacenza, n. 1962)
- Claudio Imhof, ex pistard e ex ciclista su strada svizzero (Münsterlingen, n. 1990)

## Pittori(10)
- Claudio José Vicente Antolínez, pittore spagnolo (Madrid, n. 1635 - Madrid, † 1676)
- Claudio Salvatore Balzari, pittore italiano (Colorno, n. 1761 - Parma, † 1839)
- Claudio Francesco Beaumont, pittore italiano (Torino, n. 1694 - Torino, † 1766)
- Claudio Bravo Camus, pittore cileno (Valparaíso, n. 1936 - Taroudant, † 2011)
- Claudio Castelucho, pittore spagnolo (Barcellona, n. 1870 - Parigi, † 1927)
- Claudio Coello, pittore spagnolo (Madrid, n. 1642 - Madrid, † 1693)
- Claudio Massini, pittore italiano (Napoli, n. 1955)
- Claudio Olivieri, pittore e scultore italiano (Roma, n. 1934 - Milano, † 2019)
- Claudio Ridolfi, pittore italiano (Verona - Corinaldo, † 1644)
- Claudio Rinaldi, pittore italiano (Urbania, n. 1852)

## Poeti(7)
- Claudio Claudiano, poeta e senatore romano (Alessandria - Roma)
- Claudio De Cuia, poeta e artista italiano (Taranto, n. 1922 - Taranto, † 2022)
- Claudio Damiani, poeta italiano (San Giovanni Rotondo, n. 1957)
- Claudio Grisancich, poeta, saggista e sceneggiatore italiano (Trieste, n. 1939)
- Claudio Pozzani, poeta, romanziere e musicista italiano (Genova, n. 1961)
- Claudio Recalcati, poeta italiano (Milano, n. 1960)
- Claudio Rutilio Namaziano, poeta e politico romano

## Poliziotti(2)
- Claudio Pezzuto, carabiniere italiano (Surbo, n. 1963 - Pontecagnano Faiano, † 1992)
- Claudio Traina, poliziotto italiano (Palermo, n. 1965 - Palermo, † 1992)

## Preparatori atletici(1)
- Claudio Bordon, preparatore atletico italiano (San Pietro al Natisone, n. 1951)

## Presbiteri(1)
- Claudio Sorgi, presbitero, scrittore e conduttore televisivo italiano (Milano, n. 1933 - Roma, † 1999)

## Procuratori sportivi(2)
- Claudio Pasqualin, procuratore sportivo e avvocato italiano (Udine, n. 1944)
- Claudio Vagheggi, procuratore sportivo e ex calciatore italiano (Lucignano, n. 1956)

## Produttori cinematografici(4)
- Claudio Argento, produttore cinematografico e sceneggiatore italiano (Roma, n. 1943)
- Claudio Bonivento, produttore cinematografico, produttore televisivo e sceneggiatore italiano (Faggeto Lario, n. 1950)
- Claudio Mancini, produttore cinematografico italiano (Roma, n. 1928 - Roma, † 2024)
- Claudio Perone, produttore cinematografico e attore italiano (Roma, n. 1939)

## Produttori discografici(1)
- Claudio Cecchetto, produttore discografico, disc jockey e conduttore radiofonico italiano (Ceggia, n. 1952)

## Psichiatri(1)
- Claudio Naranjo, psichiatra, psicoterapeuta e antropologo cileno (Valparaíso, n. 1932 - Berkeley, † 2019)

## Psicoanalisti(1)
- Claudio Modigliani, psicoanalista e saggista italiano (Roma, n. 1916 - Roma, † 2007)

## Psicologi(1)
- Claudio Risé, psicologo, giornalista e saggista italiano (Milano, n. 1939)

## Pugili(1)
- Claudio Barrientos, pugile cileno (n. 1936 - † 1982)

## Rapper(1)
- DrefQuila, rapper, cantante e produttore discografico cileno (Coquimbo, n. 1997)

## Registi(18)
- Claudio Boccaccini, regista italiano (Roma, n. 1953)
- Claudio Caligari, regista e sceneggiatore italiano (Arona, n. 1948 - Roma, † 2015)
- Claudio Cingoli, regista, produttore televisivo e conduttore televisivo italiano (Milano, n. 1965)
- Claudio Cipelletti, regista italiano (Milano, n. 1962)
- Claudio Cupellini, regista e sceneggiatore italiano (Camposampiero, n. 1973)
- Claudio Del Punta, regista e sceneggiatore italiano (n. 1959)
- Claudio Di Biagio, regista televisivo, youtuber e conduttore radiofonico italiano (Roma, n. 1988)
- Claudio Fino, regista e sceneggiatore italiano (Chiomonte, n. 1914 - San Salvatore Monferrato)
- Claudio Fragasso, regista cinematografico, sceneggiatore e produttore cinematografico italiano (Roma, n. 1951)
- Claudio Giovannesi, regista, sceneggiatore e compositore italiano (Roma, n. 1978)
- Claudio Malaponti, regista italiano (Milano, n. 1968)
- Claudio Noce, regista e sceneggiatore italiano (Roma, n. 1975)
- Claudio Norza, regista italiano (Roma, n. 1957)
- Claudio Pazienza, regista italiano (Roccascalegna, n. 1962)
- Claudio von Planta, regista svizzero (n. 1962)
- Claudio Racca, regista cinematografico e direttore della fotografia italiano (Torino, n. 1930 - Roma, † 2009)
- Claudio Risi, regista e sceneggiatore italiano (Berna, n. 1948 - Roma, † 2020)
- Claudio Uberti, regista e sceneggiatore italiano (Chiari, n. 1975)

## Registi teatrali(1)
- Claudio Segovia, regista teatrale, costumista e scenografo argentino (Buenos Aires, n. 1933)

## Religiosi(1)
- Claudio Gonzaga, religioso italiano (Borgoforte - Pozzuoli, † 1586)

## Rugbisti a 15(2)
- Claudio Appiani, rugbista a 15 e allenatore di rugby a 15 italiano (Calvisano, n. 1957)
- Claudio Buezas, ex rugbista a 15 e allenatore di rugby a 15 argentino (Buenos Aires, n. 1976)

## Saggisti(1)
- Claudio Mutti, saggista e editore italiano (Parma, n. 1946)

## Santi(1)
- San Claudio da Ostia, santo romano

## Sassofonisti(2)
- Claudio Fasoli, sassofonista e compositore italiano (Venezia, n. 1939)
- Claudio Pascoli, sassofonista e arrangiatore italiano (Monfalcone, n. 1947)

## Scacchisti(3)
- Claudio Cangiotti, scacchista italiano (Genova, n. 1947 - Fidenza, † 2012)
- Claudio Cesetti, scacchista e giornalista italiano (Lanuvio, n. 1959)
- Claudio Pantaleoni, scacchista e scrittore italiano (Massa, n. 1956)

## Scenografi(1)
- Claudio Cinini, scenografo italiano (Arezzo, n. 1941)

## Sciatori alpini(3)
- Claudio Collenberg, ex sciatore alpino svizzero (n. 1977)
- Claudio De Tassis, ex sciatore alpino italiano (Trento, n. 1946)
- Claudio Dietrich, ex sciatore alpino austriaco (n. 1977)

## Scrittori(18)
- Claudio Asciuti, scrittore italiano (Genova, n. 1956)
- Claudio Belotti, scrittore e imprenditore italiano (Bergamo, n. 1967)
- Claudio Beretta, scrittore, storico e linguista italiano (Milano, n. 1920 - Milano, † 2008)
- Claudio Bondì, scrittore, sceneggiatore e regista cinematografico italiano (Roma, n. 1944)
- Claudio Camarca, scrittore, giornalista e regista cinematografico italiano (Roma, n. 1960)
- Claudio Chillemi, scrittore italiano (Catania, n. 1964)
- Claudio Rodríguez Fer, scrittore spagnolo (Lugo, n. 1956)
- Claudio Magris, scrittore, saggista e germanista italiano (Trieste, n. 1939)
- Claudio Marabini, scrittore, giornalista e critico letterario italiano (Faenza, n. 1930 - Faenza, † 2010)
- Claudio Mauri, scrittore italiano (Milano, n. 1952)
- Claudio Morandini, scrittore italiano (Aosta, n. 1960)
- Claudio Morici, scrittore e attore italiano (Roma, n. 1972)
- Claudio Paglieri, scrittore e giornalista italiano (Genova, n. 1965)
- Claudio Piersanti, scrittore e sceneggiatore italiano (Canzano, n. 1954)
- Claudio Pozzoli, scrittore e saggista italiano (Milano, n. 1942)
- Claudio Rendina, scrittore, poeta e giornalista italiano (Roma, n. 1938)
- Claudio Trova, scrittore italiano (Alessandria, n. 1957)
- Claudio Vastano, scrittore italiano (Lucca, n. 1975)

## Scultori(3)
- Claudio Botta, scultore e pittore italiano (Manerbio, n. 1891 - Milano, † 1958)
- Claudio Monti, scultore italiano (Roma - Napoli, † 1844)
- Claudio Trevi, scultore italiano (Padova, n. 1928 - Bolzano, † 1987)

## Senatori(1)
- Claudio Marcello, senatore e politico romano

## Sindacalisti(2)
- Claudio Sabattini, sindacalista italiano (Bologna, n. 1938 - Bologna, † 2003)
- Claudio Truffi, sindacalista e funzionario italiano (Reggio Emilia, n. 1922 - Bologna, † 1986)

## Sociologi(1)
- Claudio Tognonato, sociologo e filosofo argentino (Buenos Aires, n. 1954)

## Sovrani(1)
- Claudio d'Etiopia, re etiope (Fatigar, † 1559)

## Storici(7)
- Claudio Mario Arezzo, storico italiano (Siracusa - Messina)
- Claudio Costantini, storico e attivista italiano (Roma, n. 1933 - Genova, † 2009)
- Claudio Donati, storico italiano (Trento, n. 1950 - Milano, † 2008)
- Claudio Leonardi, storico e latinista italiano (Sacco di Rovereto, n. 1926 - Firenze, † 2010)
- Claudio Lo Jacono, storico, islamista e arabista italiano (Roma, n. 1945)
- Claudio Sánchez-Albornoz, storico e arabista spagnolo (Madrid, n. 1893 - Avila, † 1984)
- Claudio Vercelli, storico italiano (Torino, n. 1964)

## Storici dell'arte(2)
- Claudio Bettini, storico dell'arte italiano (Roma, n. 1940 - Roma, † 1997)
- Claudio Strinati, storico dell'arte, conduttore televisivo e dirigente pubblico italiano (Roma, n. 1948)

## Storici della letteratura(2)
- Claudio Gigante, storico della letteratura, italianista e filologo italiano (Napoli, n. 1972)
- Claudio Giunta, storico della letteratura, filologo e saggista italiano (Torino, n. 1971)

## Taekwondoka(1)
- Claudio Treviso, taekwondoka italiano (n. 1988)

## Tastieristi(1)
- Claudio Fabi, tastierista, compositore e produttore discografico italiano (Roma, n. 1940)

## Tennisti(3)
- Claudio Mezzadri, ex tennista e telecronista sportivo svizzero (Locarno, n. 1965)
- Claudio Panatta, ex tennista italiano (Roma, n. 1960)
- Claudio Pistolesi, ex tennista e allenatore di tennis italiano (Roma, n. 1967)

## Tenori(1)
- Claudio Bonoldi, tenore italiano (Piacenza, n. 1783 - Milano, † 1846)

## Terroristi(1)
- Claudio Bracci, ex terrorista italiano (Roma, n. 1958)

## Tuffatori(1)
- Claudio De Miro, ex tuffatore italiano (Napoli, n. 1956)

## Umoristi(1)
- Claudio Mellana, umorista italiano (Torino, n. 1948)

## Velisti(1)
- Claudio Celon, velista italiano (Camogli, n. 1961)

## Velocisti(1)
- Claudio Trachelio, ex velocista e preparatore atletico italiano (Imperia, n. 1949)

## Vescovi(3)
- Claudio di Vienne, vescovo e santo franco
- Claudio I, vescovo spagnolo (Catalogna - Torino, † 827)
- Claudio II, vescovo italiano (Torino, † 887)

## Vescovi cattolici(11)
- Claudio Baggini, vescovo cattolico italiano (Roma, n. 1936 - Lodi, † 2015)
- Claudio Borghese, vescovo cattolico italiano (Siena, n. 1532 - † 1590)
- Claudio Angelo Giuseppe Calabrese, vescovo cattolico italiano (Fourneaux, n. 1867 - Aosta, † 1932)
- Claudio Pablo Castricone, vescovo cattolico argentino (Villa Constitución, n. 1958)
- Claudio Cipolla, vescovo cattolico italiano (Goito, n. 1955)
- Claudio Giuliodori, vescovo cattolico italiano (Osimo, n. 1958)
- Claudio Lurati, vescovo cattolico e missionario italiano (Como, n. 1962)
- Claudio Palumbo, vescovo cattolico italiano (Venafro, n. 1965)
- Claudio Rangoni, vescovo cattolico italiano (Modena, n. 1562 - Piacenza, † 1619)
- Claudio Rangoni, vescovo cattolico e diplomatico italiano (Modena, n. 1559 - Reggio nell'Emilia, † 1621)
- Claudio Stagni, vescovo cattolico italiano (Medicina, n. 1939)

## Violisti(1)
- Claudio Capponi, violista e compositore italiano (Roma, n. 1959)

## Wrestler(1)
- Claudio Castagnoli, wrestler svizzero (Lucerna, n. 1980)

## Zoologi(1)
- Claudio Sillero-Zubiri, zoologo britannico

## Senza attività specificata(4)
- Claudio Bosia, ex sciatore freestyle svizzero (Sorengo, n. 1983)
- Claudio Nolano, ex taekwondoka italiano (Roma, n. 1975)
- Claudio di Savoia-Racconigi, marchese (Torino, n. 1445 - Racconigi, † 1521)
- Claudio Trotta, italiano (Milano, n. 1957)